# Helminthotheca
Helminthotheca je rod jednogodišnjeg bilja do višegodišnjeg bilja iz porodice glavočika (tribus Cichorieae). Pripada mu 6 vrsta raširenih od Makaronezije preko Mediterana do Istočne Europe i sjeverne Afrike.
U Hrvatskoj kao autohtona vrsta raste Helminthotheca echioides gdje se naziva lisičinasti jagušac, i još vodi pod sinonimnim imenom Picris echioides
Rod je opisan u Catalogus Plantarum Horti Gottingensis 430. 1757.

## Vrste
1. Helminthotheca aculeata (Vahl) Lack
2. Helminthotheca balansae (Coss. & Durieu) Lack
3. Helminthotheca comosa (Boiss.) Holub
4. Helminthotheca echioides (L) Holub
5. Helminthotheca glomerata (Pomel) Greuter
6. Helminthotheca spinosa (DC.) Talavera & Tremetsberger